# Суходолы (Волынская область)
Суходо́лы (укр. Суходоли) — село в Владимир-Волынской городской общине Владимирского района Волынской области Украины.
Население по переписи 2023 года составляет 796 человека. Почтовый индекс — 44742. Телефонный код — 3342. Занимает площадь 2,691 км².